# Ai Yori Aoshi
Ai Yori Aoshi (藍より青し) là bộ seinen manga của tác giả Fumizuki Kō, đăng trên tạp chí Young Animal của Hakusensha từ ngày 27 tháng 11 năm 1998 đến ngày 26 tháng 8 năm 2005. Sau đó Hakusensha đã tập hợp lại thành 17 tankōbon.
Ai Yori Aoshi đã chuyển thể thành anime bởi J.C.Staff và được đạo diễn bởi Shimoda Masami. Bộ anime đã phát sóng tại Nhật Bản từ ngày 10 tháng 4 đến ngày 25 tháng 9 năm 2002 với 24 tập. Bộ anime tiếp theo có tên Ai Yori Aoshi ~Enishi~ (藍より青し ～縁～) lấy bối cảnh hai năm sau bộ đầu đã phát sóng từ ngày 12 tháng 10 đến ngày 27 tháng 12 năm 2003 với 12 tập. Một tập đặc biệt có tựa Ai Yori Aoshi ～Enishi～ Saiai (藍より青し～縁～ 最愛) đã phát hành ngày 31 tháng 12 năm 2003. Bốn visual novel với cốt truyện dựa theo loạt manga cũng đã được phát hành trên hệ PlayStation 2 và Windows.

## Nhân vật

### Chính
Hanabishi Kaoru (花菱 薫) / Honjō Kaoru (本条 薫)
Lồng tiếng bởi: Hoshi Sōichirō
Sakuraba Aoi (桜庭 葵)
Lồng tiếng bởi: Kawasumi Ayako
Tina Foster (ティナ・フォスター Tina Fosuta)
Lồng tiếng bởi: Yukino Satsuki
Kagurazaki Miyabi (神楽崎 雅)
Lồng tiếng bởi: Hiramatsu Akiko
Minazuki Taeko (水無月 妙子)
Lồng tiếng bởi: Mizuhashi Kaori
Miyuki Mayu (美幸 繭)
Lồng tiếng bởi: Narita Sayaka
Minazuki Chika (水無月 ちか)
Lồng tiếng bởi: Momoi Haruko
Uzume (ウズメ)
Lồng tiếng bởi: Inokuchi Yuka

### Phụ
Tsurube (つるべ)
Lồng tiếng bởi: Narita Sayaka
Aizawa Chizuru ((相澤 千鶴)
Lồng tiếng bởi: Noto Mamiko
Komiya Natsuki (小宮 夏樹)
Lồng tiếng bởi: Koyama Kimiko
Saionji Ruka (西園寺 琉伽)
Lồng tiếng bởi: Horiuchi Kenyū
Suzuki (鈴木)
Lồng tiếng bởi: Nakai Kazuya
Satō (佐藤)
Lồng tiếng bởi: Higo Makoto
Hanabishi Gen'ichirō (花菱 源一郎)
Lồng tiếng bởi: Tokumaru Kan
Hanabishi Yūji (花菱 優二)
Honjō Kumi (本条 久美)
Hanabishi Kaoru (Em trai) (花菱 薫 <弟>)
Mẹ của Kaoru (Em trai) (薫（異母弟）の母)

## Truyền thông

### Manga
Loạt manga được thực hiện bởi Fumizuki Kō đã đăng trên tạp chí Young Animal của Hakusensha từ ngày 27 tháng 11 năm 1998 đến ngày 26 tháng 8 năm 2005. Sau đó Hakusensha đã tập hợp lại thành 17 tankōbon. Tokyopop đã đăng ký bản quyền phiên bản tiếng Anh của loạt manga tại thị trường Bắc Mỹ.
Loạt manga này cũng được đang ký bản quyền tại châu Âu, châu Á, Trung Mỹ với các phiên bản không phải tiếng Anh. Tại châu Âu phiên bản tiếng Pháp được đăng ký bản quyền bởi Pika Édition, phiên bản tiếng Đức được đăng ký bản quyền bởi EMA và phiên bản tiếng Tây Ban Nha được đăng ký bản quyền bởi Norma Editorial. Tại châu Á phiên bản tiếng Trung được đăng ký bản quyền bởi Jonesky, phiên bản tiếng Hàn được đăng ký bản quyền bởi Daiwon CI và phiên bản tiếng Nga được đăng ký bản quyền bởi Sakura Press. Tại Trung Mỹ loạt manga được phát hành bởi Grupo Editorial Vid.
Ngoài ra loạt manga sau đó còn mở rộng ra với các chủ đề về em trai của Kaoru và quá khứ của Miyabi.

### Anime
Chuyển thể anime đã được thực hiện bởi J.C.Staff với sự đạo diễn của Shimoda Masami. Bộ anime đã phát hàng tuần trên kênh Fuji TV từ ngày 11 tháng 4 đến ngày 25 tháng 9 năm 2002 với 24 tập. Hầu hết nhạc của bộ anime được soạn bởi Masuda Toshio. Bộ anime đã phát hành thành 8 bộ DVD tại Nhật Bản. Geneon Entertainment đã đăng ký bản quyền phát hành phiên bản tiếng Anh của bộ anime để tiến hành phân phối tại thị trường Bắc Mỹ, Déclic Images thì đăng ký tại Pháp, Jonu Media đăng ký tại Tây Ban Nha và Win International Multimedia đăng ký tại Đài Loan.
J.C. Staff cũng đã thực hiện bộ anime thứ hai có tên Ai Yori Aoshi ~Enishi~ (藍より青し ～縁～) cũng được đạo diễn bởi Shimoda Masami. Bộ anime đã được phát sóng trên hệ thống UHF Stations từ ngày 12 tháng 10 đến ngày 27 tháng 12 năm 2003 với 12 tập. Bộ anime thứ hai cũng có ba bài hát chủ đề là bài hát mở đầu Takaramono (たからもの) do Ishida Yoko trình bày, bài hát kết thúc thứ nhất I Do! và bài hát kết thúc thứ hai Presence cả hai do The Indigo trình bày. Bộ anime này đã phát hành thành 3 bộ DVD tại Nhật Bản. Geneon Entertainment cũng đã đăng ký bản quyền phát hành phiên bản tiếng Anh của bộ anime này, Déclic Images thì đăng ký tại Pháp và Win International Multimedia đăng ký tại Đài Loan.
Một tập đặc biệt dài 16 phút được biết với tên Ai Yori Aoshi ～Enishi～ Saiai (藍より青し～縁～ 最愛) cũng đã được thực hiện. Trong tập có tất cả các nhân vật nhưng xem như họ chưa từng gặp nhau trước đó (ngoại trừ Kaoru và Tina) tập này có một cột truyện huyền ảo. Tập này lấy bối cảnh đêm giáng sinh một hoặc hai năm trước khi xảy ra các sự kiện trong Ai Yori Aoshi.
Tại sự kiện Anime Expo 2010, Funimation Entertainment đã tuyên bố về việc hợp tác với Geneon trong việc phát hành cả hai bộ anime tại thị trường Bắc Mỹ trong năm 2011.

### Drama CD
Một đĩa drama CD ngắn đã được thực hiện bởi đội ngũ không tham gia lồng tiếng cho bộ anime với cốt truyện lấy từ chương 35 của truyện đã phát hành vào ngày 27 tháng 4 năm 2001. Đĩa cũng có chứa các bài hát do các nhân vật trình bày.
Drama CD đặc biệt đã phát hành vào ngày 01 tháng 4 năm 2002 có tên Aiao Housoukyoku (藍青放送局) để giới thiệu cho bộ anime. Hai đĩa drama CD khác của bộ anime là Aiao Gekiban Ichi "Himawari" (藍青劇盤一 "向日葵") và Aiao Gekiban Ni "Kosumosu" (藍青劇盤二 "秋桜") đã phát hành vào ngày 26 tháng 6 và 23 tháng 8 năm 2002 các đĩa này cũng chứa các bài hát do các nhân vật trình bày trong đó có bài hát kết thúc I'll Be Home.
Một drama CD đặc biệt được thực hiện để đính kèm với tập 11 của loạt manga đã phát hành vào ngày 05 tháng 6 năm 2003.
Một drama CD khác có tựa Ai yori Aoshi no Natsu Yasumi (藍より青しの夏休み) đã phát hành ngày 19 tháng 7 năm 2003 trước khi bộ anime thứ hai được phát sóng.

### Trò chơi điện tử
KID Corp. đã phát hành phiên bản visual novel với cùng tên dựa trên loạt manga này cho hệ PlayStation 2 vào năm 2003, Hirameki International đã phát triển phiên bản tiếng Anh của trò chơi và phát hành trên Windows. Năm 2005 SUCCESS Corporation đã tái phát hành trò chơi này nhưng có thêm các cảnh mới và mini game.
Còn J.C.Staff đã phát hành hai visual novel dựa trên loạt manga cho hệ điều hành Windows của máy tính cá nhân (PC). Mỗi visual novel lại chia thành hai phần khác nhau.

### Âm nhạc
Bộ anime thứ nhất có bốn bài hát chủ đề một mở đầu và ba kết thúc. Bài hát mở đầu của bộ anime là bài hát mở đầu Towa no Hana (永遠の花) trình bày bởi Ishida Yoko bài này cũng là bài hát kết thúc của tập 24, bài hát kết thúc cho toàn bộ anime trừ tập 15, 18 và 24 là Namo Shirenu Hana(名も知れぬ花) trình bày bởi The Indigo, đĩa đơn chứa hai bài hát này đã phát hành vào ngày 24 tháng 4 năm 2002. Bài hát kết thúc của tập 15 là bài Akai Hana (朱い花) do The Indigo trình bày và bài hát kết thúc của tập 18 I'll Be Home trình bày bởi Yukino Satsuki. Hai album chứa các bản nhạc dùng trong bộ anime đã phát hành vào ngày 24 tháng 5 và 26 tháng 9 năm 2002.
| Towa no Hana / Namo Shirenu Hana (永遠の花 / 名も知れぬ花) | Towa no Hana / Namo Shirenu Hana (永遠の花 / 名も知れぬ花)       | Towa no Hana / Namo Shirenu Hana (永遠の花 / 名も知れぬ花) |
| STT                                                        | Nhan đề                                                          | Thời lượng                                                 |
| ---------------------------------------------------------- | ---------------------------------------------------------------- | ---------------------------------------------------------- |
| 1.                                                         | "Towa no Hana (永遠の花)"                                        | 4:15                                                       |
| 2.                                                         | "Namo Shirenu Hana (名も知れぬ花)"                               | 3:57                                                       |
| 3.                                                         | "Towa no Hana (instrumental) (永遠の花 (instrumental))"          | 4:14                                                       |
| 4.                                                         | "Namo Shirenu Hana (instrumental) (名も知れぬ花 (instrumental))" | 3:55                                                       |
| Tổng thời lượng:                                           | Tổng thời lượng:                                                 | 16:21                                                      |

| Ai yori Aoshi Aiao Otoban Ichi "Sakura" (藍より青し 藍青音盤一 "桜") | Ai yori Aoshi Aiao Otoban Ichi "Sakura" (藍より青し 藍青音盤一 "桜") | Ai yori Aoshi Aiao Otoban Ichi "Sakura" (藍より青し 藍青音盤一 "桜") |
| STT                                                                  | Nhan đề                                                              | Thời lượng                                                           |
| -------------------------------------------------------------------- | -------------------------------------------------------------------- | -------------------------------------------------------------------- |
| 1.                                                                   | "Towa no Hana/On Air version (永遠の花/On Air ver.)"                 | 01:34                                                                |
| 2.                                                                   | "Enishi (縁～えにし)"                                                | 02:00                                                                |
| 3.                                                                   | "Yakusoku (約束)"                                                    | 01:49                                                                |
| 4.                                                                   | "Koigokoro...Itsuka Kitto (恋心...きっといつか)"                     | 02:19                                                                |
| 5.                                                                   | "Asa (朝)"                                                           | 02:05                                                                |
| 6.                                                                   | "Ouka (桜花)"                                                        | 01:51                                                                |
| 7.                                                                   | "Hirusagari (昼下がり)"                                              | 02:09                                                                |
| 8.                                                                   | "Betsuri (別離)"                                                     | 03:10                                                                |
| 9.                                                                   | "Yasuragi (安らぎ)"                                                  | 02:26                                                                |
| 10.                                                                  | "Rekishi (歴史)"                                                     | 01:32                                                                |
| 11.                                                                  | "Hitoripocchi (独りぽっち)"                                          | 01:30                                                                |
| 12.                                                                  | "Souban (早晩)"                                                      | 02:24                                                                |
| 13.                                                                  | "Glass-goshi no Kisetsu (ガラス越しの季節)"                          | 02:57                                                                |
| 14.                                                                  | "Yami...Part 1 (闇...Part1)"                                         | 01:55                                                                |
| 15.                                                                  | "Yami...Part 2 (闇...Part2)"                                         | 02:08                                                                |
| 16.                                                                  | "Setsuna (刹那)"                                                     | 02:02                                                                |
| 17.                                                                  | "Shin'ya (深夜)"                                                     | 02:43                                                                |
| 18.                                                                  | "Sazameku Kokoro (さざめく心)"                                       | 02:28                                                                |
| 19.                                                                  | "Hedatari (隔たり)"                                                  | 02:03                                                                |
| 20.                                                                  | "Taisetsuna Omoide (大切な思い出)"                                   | 02:19                                                                |
| 21.                                                                  | "Kotoba no Hana/Inst-ver. (詞の花/Inst-ver.)"                        | 02:34                                                                |
| 22.                                                                  | "Toode (遠出)"                                                       | 01:58                                                                |
| 23.                                                                  | "Osawagase (お騒がせ)"                                               | 01:22                                                                |
| 24.                                                                  | "Ten'yawan'ya (テンヤワンヤ)"                                        | 02:11                                                                |
| 25.                                                                  | "Yuuwaku...Mousou...Gaman (誘惑...妄想...我慢)"                      | 02:19                                                                |
| 26.                                                                  | "Yuuwaku...Mayoi...Jikkou (誘惑...迷い...実行)"                      | 01:34                                                                |
| 27.                                                                  | "Miyabi no Theme...Part 1 (雅のテーマ...Part1)"                      | 01:51                                                                |
| 28.                                                                  | "Tina no Theme (ティナのテーマ)"                                     | 02:01                                                                |
| 29.                                                                  | "Taeko no Theme (妙子のテーマ)"                                      | 02:03                                                                |
| 30.                                                                  | "Itsumo no Enkai (いつもの宴会)"                                     | 02:01                                                                |
| 31.                                                                  | "Kyouki Ranbu (キョウキランブ)"                                      | 01:32                                                                |
| 32.                                                                  | "Miyabi no Theme...Part 2 (雅のテーマ...Part2)"                      | 02:23                                                                |
| 33.                                                                  | "Kotoba no Hana/gekiban ver. (詞の花/劇伴ver.)"                      | 01:14                                                                |
| 34.                                                                  | "Yumegatari (夢語り)"                                                | 01:02                                                                |
| 35.                                                                  | "Namo Shirenu Hana/On Air ver. (名も知れぬ花/On Air ver.)"           | 01:34                                                                |
| 36.                                                                  | "Aoi Nikki "haru" (葵日記"春")"                                      | 03:28                                                                |
| Tổng thời lượng:                                                     | Tổng thời lượng:                                                     | 01:14:31                                                             |

| Ai yori Aoshi Aiao Otoban Ni "Kantsubaki" (藍より青し 藍青音盤二 "寒椿") | Ai yori Aoshi Aiao Otoban Ni "Kantsubaki" (藍より青し 藍青音盤二 "寒椿") | Ai yori Aoshi Aiao Otoban Ni "Kantsubaki" (藍より青し 藍青音盤二 "寒椿") |
| STT                                                                      | Nhan đề                                                                  | Thời lượng                                                               |
| ------------------------------------------------------------------------ | ------------------------------------------------------------------------ | ------------------------------------------------------------------------ |
| 1.                                                                       | "Towa no Hana/On Air ver.2 (永遠の花 / On Air ver.2)"                    | 1:34                                                                     |
| 2.                                                                       | "Sansaku (散策)"                                                         | 2:36                                                                     |
| 3.                                                                       | "Yuugure (夕暮れ)"                                                       | 2:21                                                                     |
| 4.                                                                       | "Yonaga (夜長)"                                                          | 1:36                                                                     |
| 5.                                                                       | "Kyuujitsu (休日)"                                                       | 2:08                                                                     |
| 6.                                                                       | "Takusareta Kimochi (託された気持ち)"                                    | 2:49                                                                     |
| 7.                                                                       | "Kizuna ~ Hokorobi (絆～綻び)"                                           | 2:12                                                                     |
| 8.                                                                       | "Zenshin ~ Taeko (前進～妙子)"                                           | 2:26                                                                     |
| 9.                                                                       | "Mayoi ~ Tina (迷い～ティナ)"                                            | 2:40                                                                     |
| 10.                                                                      | "Ketsui (決意)"                                                          | 2:36                                                                     |
| 11.                                                                      | "Odayakana Yorokobi (穏やかな喜び)"                                      | 2:07                                                                     |
| 12.                                                                      | "Nigiyakana Shokutaku (賑やかな食卓)"                                    | 1:52                                                                     |
| 13.                                                                      | "Kenka Action (ケンカ・アクション)"                                      | 1:40                                                                     |
| 14.                                                                      | "Kumoma ~ Ichijou no Hikari (雲間～一条の陽光)"                          | 2:21                                                                     |
| 15.                                                                      | "Surechigai (すれ違い)"                                                  | 2:47                                                                     |
| 16.                                                                      | "Kanashii Yokan (悲しい予感)"                                            | 2:44                                                                     |
| 17.                                                                      | "Mayu no Theme (繭のテーマ)"                                             | 1:46                                                                     |
| 18.                                                                      | "Tsukiyo (月夜)"                                                         | 3:07                                                                     |
| 19.                                                                      | "Akai Hana/#15 ED Theme (朱い花 / #15 EDテーマ)"                         | 1:35                                                                     |
| 20.                                                                      | "Dai-5-wa "Hajimete no......☆" (第5話「初めての......☆」)"               | 7:17                                                                     |
| 21.                                                                      | "Saishuuwa "Sayonara, Yumeiro Idol" (最終話「さよなら、夢色アイドル」)"  | 7:25                                                                     |
| 22.                                                                      | "Yuunagi (夕凪)"                                                         | 3:51                                                                     |
| 23.                                                                      | "Aoi Nikki "Fuyu" (葵日記"冬")"                                          | 5:15                                                                     |
| 24.                                                                      | "Kotoba no Hana/Aoi ver. (詞(ことば)の花 / 葵ver.)"                      | 3:35                                                                     |
| Tổng thời lượng:                                                         | Tổng thời lượng:                                                         | 01:10:20                                                                 |

Bộ anime thứ hai có ba bài hát chủ đề, một mở đầu và hai kết thúc. Bài hát mở đầu có tựa Takaramono (たからもの) do Ishida Yoko trình bày bài hát này cũng là bài kết thúc của tập 12, đĩa đơn chứa bài hát đã phát hành vào ngày 29 tháng 10 năm 2003. Bài hát kết thúc thứ nhất có tựa I Do! do The Indigo trình bày dùng trong tập 1-8 và 10-11, bài hát kết thúc thứ hai có tựa Presence cũng do The Indigo trình bày dùng trong tập 9, đĩa đơn chứa hai bài hát đã phát hành vào ngày 12 tháng 11 năm 2003. Album chứa các bản nhạc của bộ anime thứ hai đã phát hành vào ngày 27 tháng 3 năm 2004, ban album này chỉ có bản giới hạn và sau khi tiêu thụ hết thì mới có bản bình thường.
| Takaramono (たからもの) | Takaramono (たからもの)                                 | Takaramono (たからもの) |
| STT                     | Nhan đề                                                 | Thời lượng              |
| ----------------------- | ------------------------------------------------------- | ----------------------- |
| 1.                      | "Takaramono (たからもの)"                               | 4:22                    |
| 2.                      | "Power of Love"                                         | 5:06                    |
| 3.                      | "Takaramono (instrumental) (たからもの (instrumental))" | 4:22                    |
| 4.                      | "Power of Love (instrumental)"                          | 5:03                    |
| Tổng thời lượng:        | Tổng thời lượng:                                        | 18:54                   |

| I Do!            | I Do!            | I Do!      |
| STT              | Nhan đề          | Thời lượng |
| ---------------- | ---------------- | ---------- |
| 1.               | "I Do!"          | 3:59       |
| 2.               | "Presence"       | 3:45       |
| 3.               | "Little Wing"    | 3:14       |
| Tổng thời lượng: | Tổng thời lượng: | 10:58      |

| Ai yori Aoshi ~Enishi~ Otoban Matsu (藍より青し～縁～ 音盤 松) | Ai yori Aoshi ~Enishi~ Otoban Matsu (藍より青し～縁～ 音盤 松)             | Ai yori Aoshi ~Enishi~ Otoban Matsu (藍より青し～縁～ 音盤 松) |
| STT                                                            | Nhan đề                                                                    | Thời lượng                                                     |
| -------------------------------------------------------------- | -------------------------------------------------------------------------- | -------------------------------------------------------------- |
| 1.                                                             | "Takaramono (TV Version) (たからもの (On Air ver.))"                       | 1:33                                                           |
| 2.                                                             | "Enishi ~Enishi~ (緑 ～えにし～)"                                          | 3:17                                                           |
| 3.                                                             | "Natsu no Hizashi (ナツノヒザシ)"                                          | 1:31                                                           |
| 4.                                                             | "Tanoshii Tennis (楽しいテニス)"                                           | 1:57                                                           |
| 5.                                                             | "Futari no Omoi (Tsukiyo Version) (二人の想い (月夜Ver.))"                 | 3:02                                                           |
| 6.                                                             | "Futari no Omoi (PF Solo Version) (二人の想い (PfソロVer.))"               | 1:33                                                           |
| 7.                                                             | "Okaru to Shoujo (おかると少女)"                                           | 2:04                                                           |
| 8.                                                             | "KOI-GOKORO"                                                               | 2:22                                                           |
| 9.                                                             | "Wakuwaku Date (わくわくデート)"                                           | 2:10                                                           |
| 10.                                                            | "Shoutotsu (衝突)"                                                         | 1:54                                                           |
| 11.                                                            | "Futari no Omoi (Ketsui Version) (二人の想い (決意Ver.))"                  | 2:20                                                           |
| 12.                                                            | "Mousou (妄想)"                                                            | 1:12                                                           |
| 13.                                                            | "12:00 no Kane (12時の鐘)"                                                 | 1:29                                                           |
| 14.                                                            | "Gyaku Kire Action (逆切れアクション)"                                     | 1:27                                                           |
| 15.                                                            | "Uroko Kumo (うろこ雲)"                                                    | 2:46                                                           |
| 16.                                                            | "Yochou no Asobi (夜長の遊び)"                                             | 1:50                                                           |
| 17.                                                            | "Oosawagi (おおさわぎ)"                                                    | 1:28                                                           |
| 18.                                                            | "PANIC-SONIC"                                                              | 1:48                                                           |
| 19.                                                            | "Puchi - Love (ぷち・らぶ)"                                                | 1:21                                                           |
| 20.                                                            | "Yuugao (夕顔)"                                                            | 2:15                                                           |
| 21.                                                            | "Watashi no Suki na Koto (私の好きなこと)"                                 | 1:03                                                           |
| 22.                                                            | "Sakure Kane (割れ鏡)"                                                     | 1:23                                                           |
| 23.                                                            | "Kizashi (兆し)"                                                           | 3:06                                                           |
| 24.                                                            | "Namida (涙)"                                                              | 2:31                                                           |
| 25.                                                            | "Arata na Kizuna (新たな絆)"                                               | 2:20                                                           |
| 26.                                                            | "Aoi Santa (葵サンタ)"                                                     | 2:32                                                           |
| 27.                                                            | "I do! (TV Version) (I Do! (On Air ver.))"                                 | 1:32                                                           |
| 28.                                                            | "Drama Docchi no ryouri ga Bistro Apron? (どっちの料理がビストロエプロン)" | 22:00                                                          |
| 29.                                                            | "Omake CM "Gekiban 'Take' & 'Ume'" (劇盤 「"竹"&"梅"」)"                   | 1:18                                                           |
| Tổng thời lượng:                                               | Tổng thời lượng:                                                           | 01:17:07                                                       |

## Đón nhận
Phiên bản tiếng Anh của loạt manga này được đón nhận tốt. Với cuốn đầu tiên đứng hạng thứ 45 trong 50 các cuốn truyện có doanh thu cao nhất trong tháng phát hành.
Các đánh giá cho loạt manga thường là "rất tức cười khi đọc" hoặc "một chuyện tình lãng mạn sâu đậm". Adam Beck của Advanced Media đã nói rằng một số tập không dịch một số đoạn đối thoại nhưng các đoạn đối thoại còn lại được dịch rất tốt bởi Tokyopop.
Bộ anime đầu tiên nhận được nhiều đánh giá khác nhau. Bộ anime đi theo hai chiều hướng là nghiêm túc, lãng mạn kịch tính pha với một chút hài hước và yếu tố harem. Khi nét vẽ của bộ anime được đánh giá là "Ấn tượng" thì phần âm nhạc của bộ anime cũng nhận được nhiều đánh giá tích cực.